# 일본어 위키백과
일본어 위키백과(일본어: ウィキペディア日本語版 위키페디아 니혼고반[*])는 일본어로 운영되는 위키백과의 언어판이다. 2001년 5월 20일에 베타를 시작하였으며, 2025년 8월 11일 기준으로 1,468,966개의 문서가 있다. 기호는 ja이다.

## 역사
일본어 위키백과가 시작된 날은 2001년 5월 20일이다. 당시에는 로마자로 일본어 발음을 표기하는 방식을 썼으므로, 이 시기까지만 해도 일본어 위키백과는 사실상 없는 것이나 다름없었다.  하지만 2002년 9월 1일부터 소프트웨어가 업그레이드되고 가나와 한자의 도입 등 본격적인 국제화가 진행되었다. 실질적으로 이 때 현재의 일본어 위키백과가 생겨났다고 볼 수 있다. 그러나 2002년 12월 31일까지만 해도 등록 사용자는 고작 10명 정도밖에 되지 않았다.
2003년 1월 말부터 일본 인터넷에 있는 여러 큰 일본어 사이트에서 일본어 위키백과가 소개되었다. 그 결과 2003년 2월 13일에는 일본어 위키백과의 글이 1,000개를 넘었고, 6월 15일에는 10,000개를 넘었다. 이후 일본어 위키백과의 존재가 널리 알려져 사용자가 급격히 많아졌다. 간혹 위키백과 서버가 고장나긴 했지만 일본어 위키백과에 끼친 영향은 적었다.
2004년 5월 26일에는 글이 50,000개를 넘었고, 9월 29일에는 75,000개를 넘었다. 2004년 하반기에는 등록 사용자가 15,000명 정도가 되었다. 2005년 2월 11일에는 글이 100,000개를 넘었으며, 2006년 12월 15일, 300,000개를 넘었다. 2007년 8월 10일에는 400,000개, 2008년 6월 25일에는 500,000개, 2016년 1월 19일에는 1,000,000개를 넘었다.
그러나 2008년 이후로는 일본어 위키백과의 사용자수가 실질적으로 증가하지 않고 있으며, 문서 편집 속도도 정체되어 있다.

## 특징과 현황

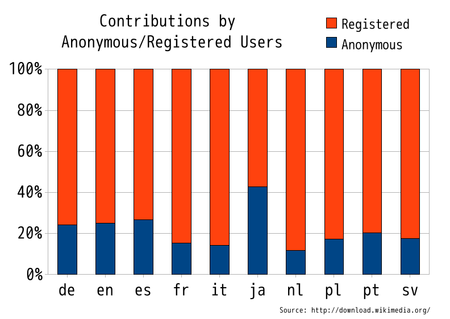
푸른색이 비로그인 편집자로서, 일본어 위키백과는 익명 편집이 현저함을 알 수 있다.

일본어 위키백과는 비자유 저작물의 공정 이용을 허락하지 않는다. 또한 시민의 사생활과 명예 존중, 일본의 법률과의 균형 유지 차원에서 개인의 사생활을 침해하는 내용을 게재하는 것을 금지하고 있다.
일본어 위키백과는 다른 위키백과와 비교하여 성장이 빠른 편이나 그렇다고 반드시 좋은 평가만 받지는 않았다. 내용이 적은 문서가 많은 점, 정치적인 생각의 차이가 일으키는 갈등도 많은 점 등 여러 단점을 나타내 왔으며 만화나 애니메이션 등에 대한 단어를 그대로 싣는 것 등도 비판받고 있다.
2채널 사용자가 일본어 위키백과에 오는 경우도 있다. 일부 2채널 사용자는 2채널에서만 사용하는 은어나 문서를 위키백과에 싣는 경우가 있어 문제가 되고 있으며 특히 중립적 편집을 염두에 두지 않은 정치적으로 편향된 편집이 많다. 2채널 내에서 위키백과 편집에 조직적으로 개입할 것을 선동하는 내용의 글이 오르기도 한다.  보관됨 2011-07-23 - 웨이백 머신 2005년 일본어 위키백과는 두 번째로 보호된 문서가 많은 위키백과로 꼽혔다.
그래서 일위백의 문서가 보호되어 있는 경우를 가진 문서들이 상당히 많은 경우는 지나치게 집중되어 있는 문서 훼손이 매우 중대하기 때문에 이는 한국의 나무위키와 비슷한 케이스이기도 하며, 문서가 전부 준보호 처리하게 되어 있는 것은 아니다. 관리자 대응이 한국어 위키백과에 비하면 상대적으로 빠른 편이다.

## 문화
지미 웨일스는 2009년 8월 위키미디어 재단 자문 회의에서 일본어 위키백과가 다른 위키백과에 견주어 대중문화와 관련된 문서가 많다고 언급하였으며 겨우 20%의 문서만 대중문화가 아닌 다른 문서라고 발표하였다. 한편 2010년 3월 초반까지 관리자가 부족하였다.

## 비판
일본어 위키백과는 혐한성향이 존재하는 편이며 한국의 장점은 대략적으로만 작성하는 것에 비해 단점은 최대한 자세하게 드러내는 등, 한국에 대해 악감정을 품고 차별을 하는 행위가 일어나고는 한다는 지적이 있다.
저명한 공공정책 학자이자 미디어 비평가인 이케다 노부오는 일본어 위키백과의 계속되는 2채널화를 우려하였다. 이케다 노부오가 말하길, 익명의 IP유저는 마치 2채널과 같은 익명 게시판과 비슷한 문화를 불러일으킨다고 하였다. 일본어 위키백과는 일종의 여흥거리로 전락하였고 2채널처럼 증오언설, 개인에 대한 공격과 경멸, 비난, 모욕적 표현이 많다고 지적하였다. 이케다는 미국 블로그 운영자의 80%가량이 본명을 드러내는 반면에 일본 블로그 운영자의 90%는 익명에 숨어 있으며 사회에 대한 화풀이, 스트레스 해소로서의 특징을 보이는 일본 인터넷 문화도 꼬집었다. 이케다의 비평은 2채널과 일본어 위키백과의 연관성, 영향, 2채널 이용자와 위키편집자의 겹침등을 암시하는데 이러한 사례는 이케다만 보여주는 것이 아니다.

## 대문 화면

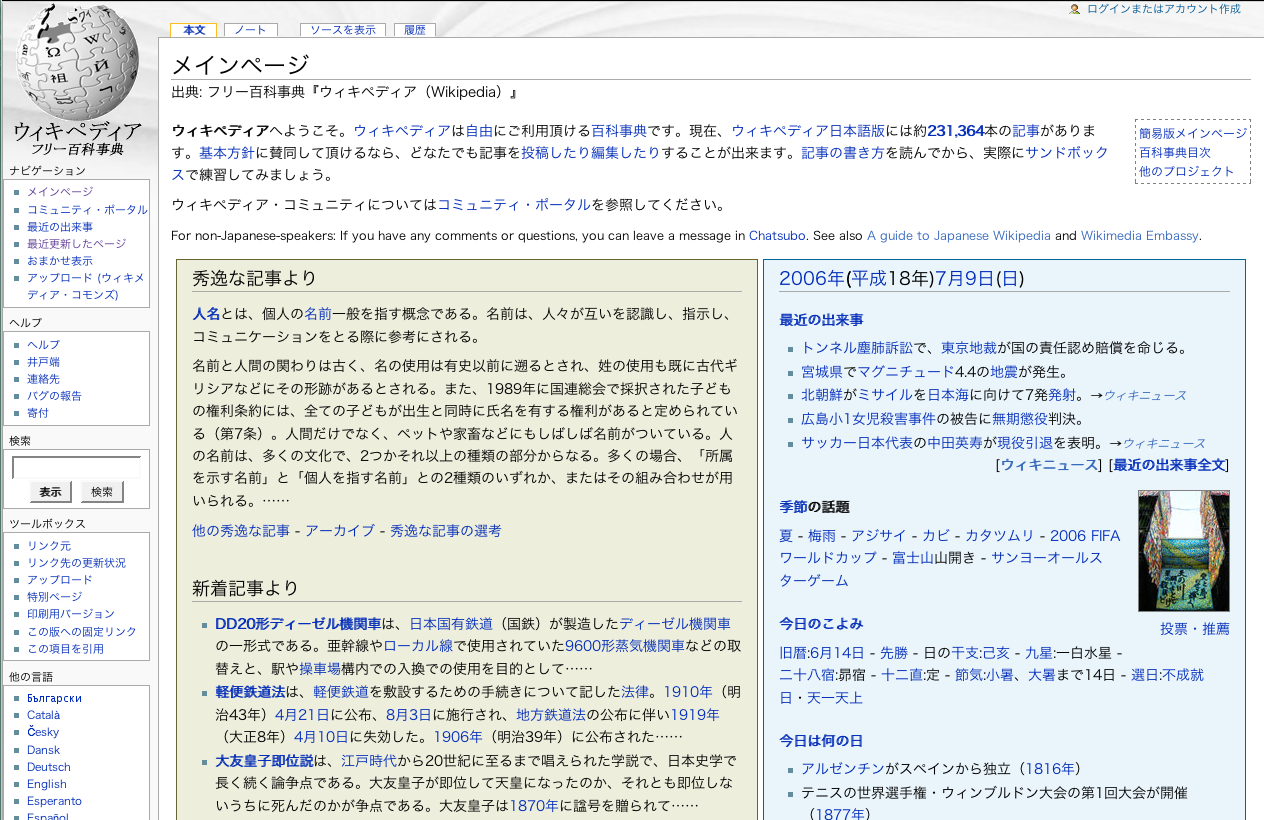
2006년 7월 8일의 일본어 위키백과 대문 화면
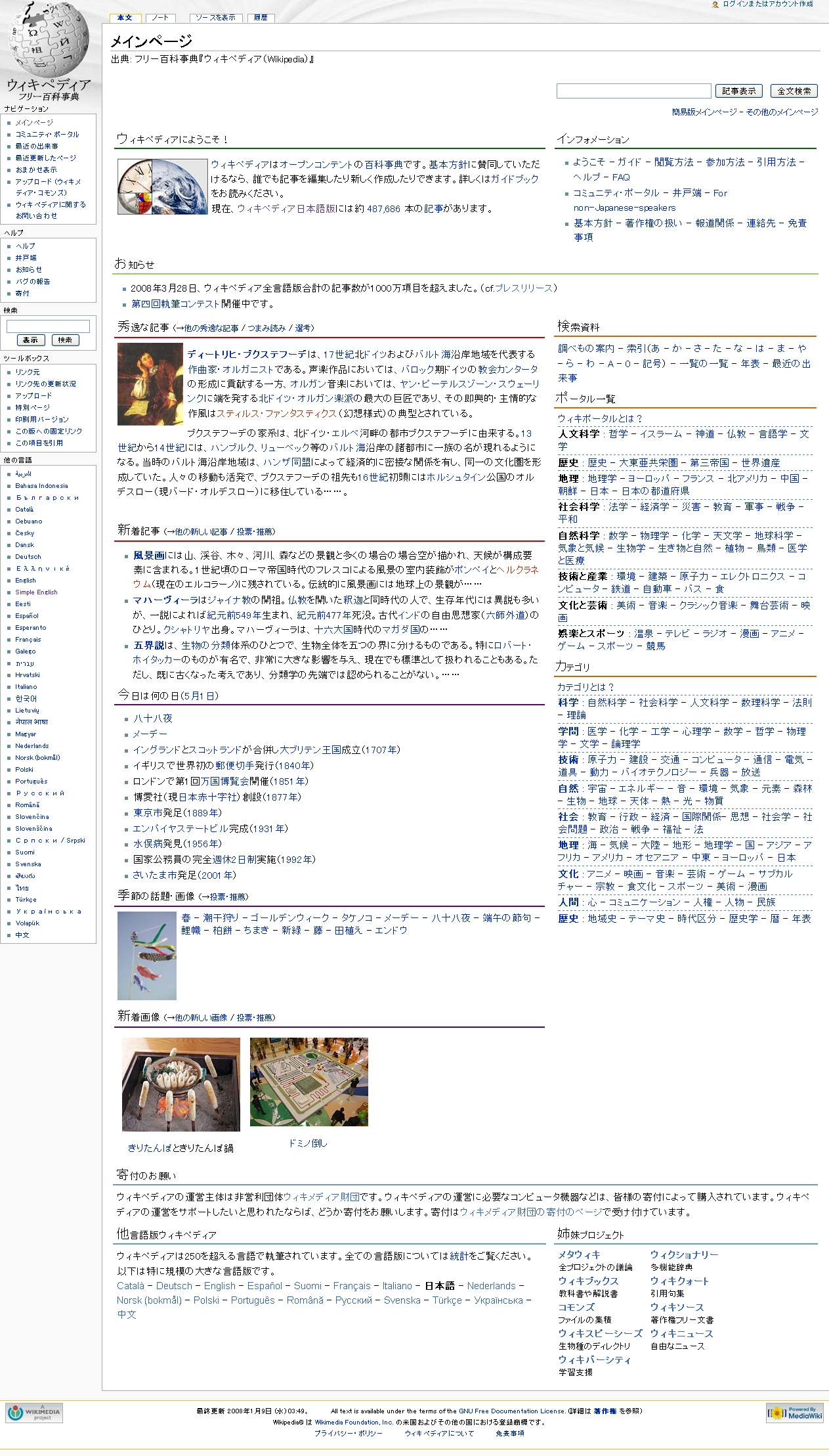
2008년 5월 1일의 일본어 위키백과 대문 화면